# Neues Brücktor

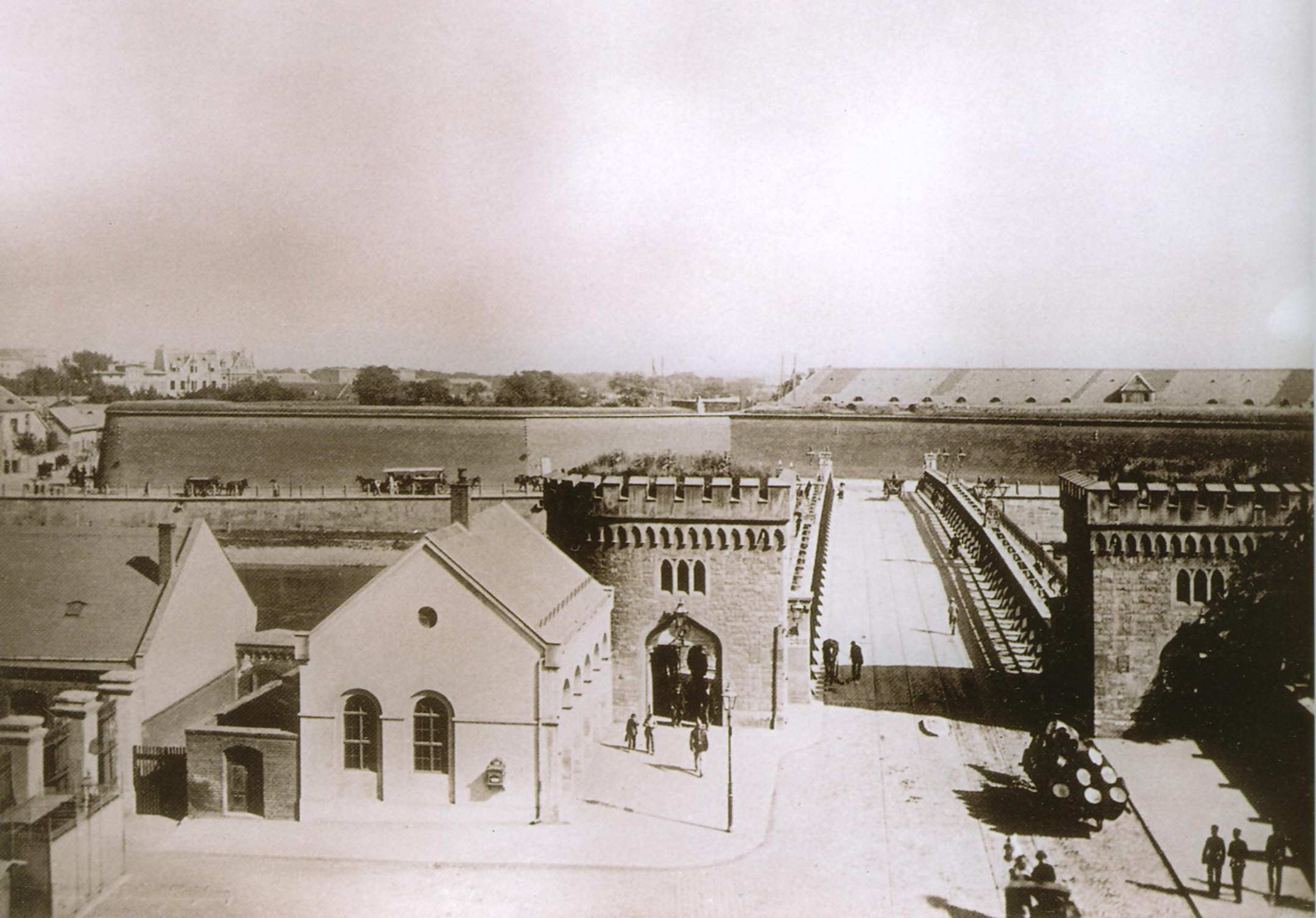
Blick vom Johannisberg über das Neue Brücktor zur Zitadelle Magdeburg, um 1880

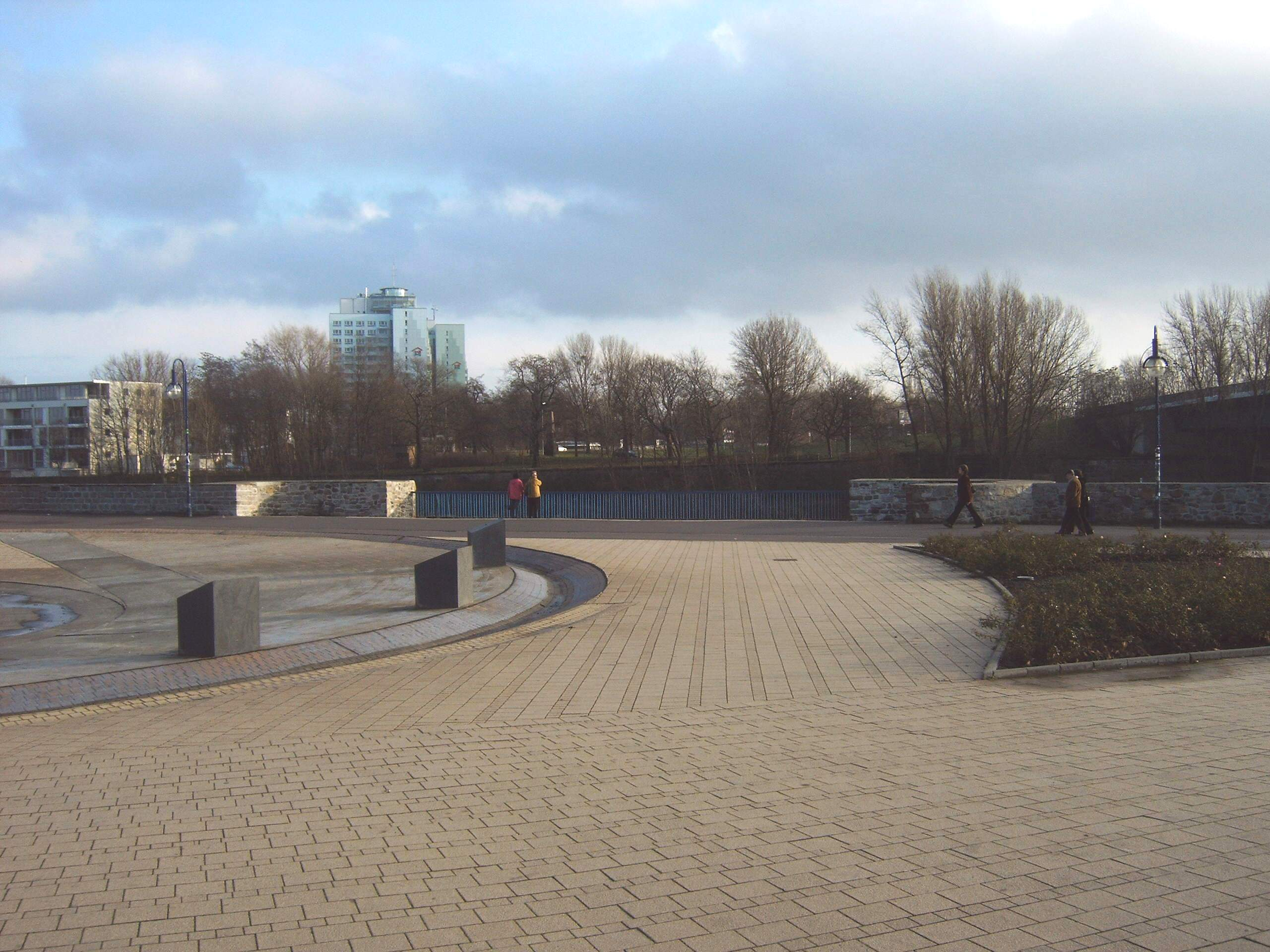
Gleicher Blick im Jahr 2007

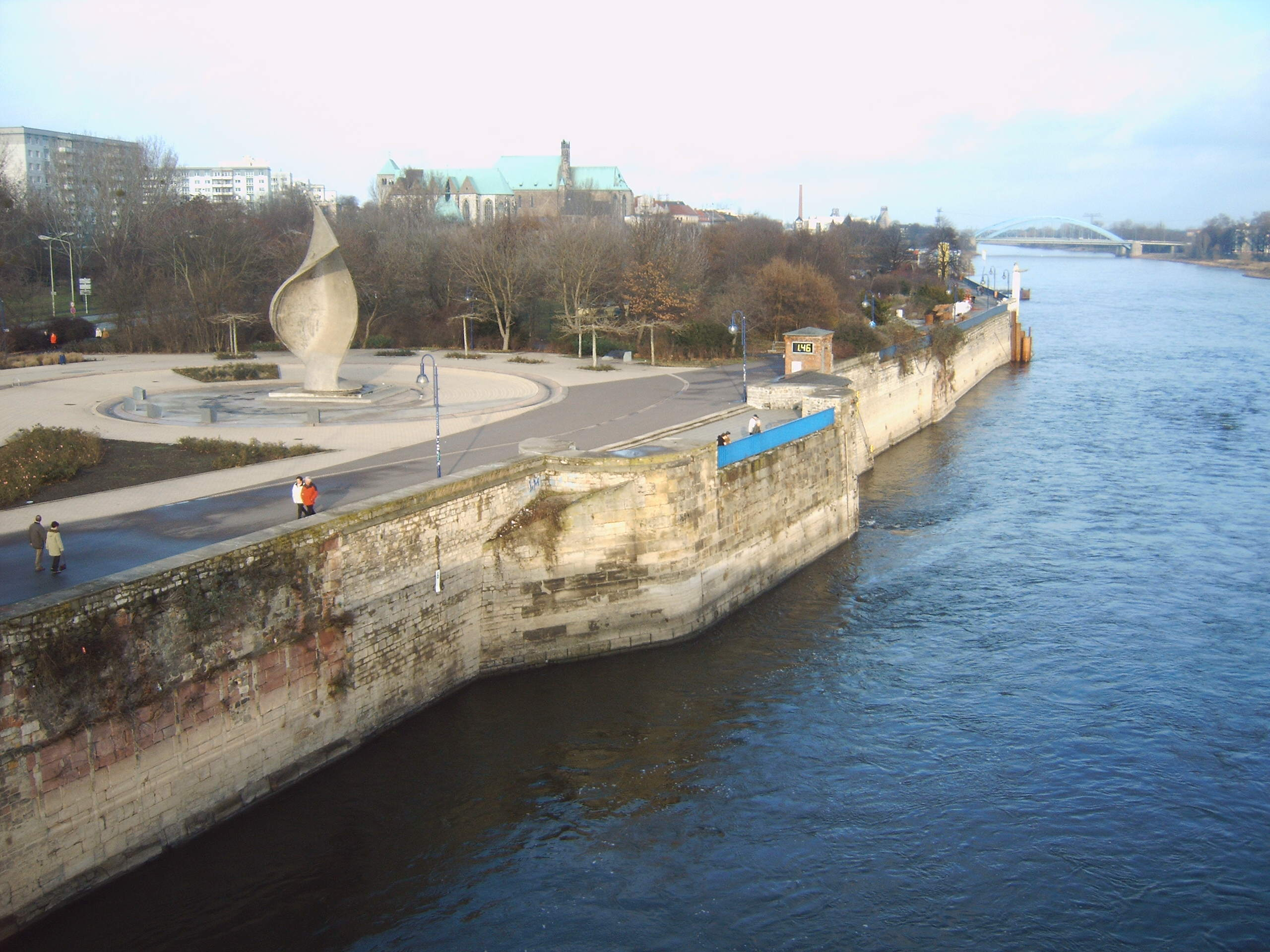
Reste von ehemaliger Brücke und Tor

Das Neue Brücktor war ein Teil der Stadtbefestigung der Stadt Magdeburg und gehörte zu den Anlagen der Festung Magdeburg.

## Lage
Das Tor diente als Zugang zur Stadt für den über die Strombrücke über die Elbe fließenden Verkehr. Diese 1862 entstandene Elbbrücke und damit auch das Neue Brücktor lagen etwas nördlich der heutigen Neuen Strombrücke am westlichen Elbufer und sicherten den stadtseitigen Zugang zur Elbbrücke. Das Tor befand sich annähernd in direkter Verlängerung der Johannisbergstraße in Richtung Elbe.

## Geschichte
Das Tor entstand um 1860 im Zuge des Baus einer neuen Strombrücke als Ersatz für das weiter südlich gelegene Alte Brücktor. Da die 1862 errichtete neue Brücke sich etwas nördlich der alten Brücke befand, machte sich auch der Ersatzbau des Tores erforderlich. Das Tor war als offene Durchfahrt gestaltet und wurde von Kasematten gedeckt.
In militärische Auseinandersetzungen war das Tor nie verwickelt. Spätestens mit der Aufgabe der Festung im Jahr 1912 verlor das Tor seine militärische Bedeutung. Nach 1945 erfolgte der Abriss des Tores. Erhalten blieb nur ein kleiner Rest einer krenelierten Mauer. Ein erneuter, etwas südlich gelegener Neubau der im Zweiten Weltkrieg zerstörten Strombrücke machte auch die reine Torfunktion zunichte.